# Divizia Națională 1996-1997
Divizia Națională 1996-1997 a fost a șasea ediție a Diviziei Naționale de la obținerea independenței. Liga s-a jucat în sistem tur-retur. La această ediție numărul de cluburi participante a fost de 16.

## Mișcarea echipelor în sezonul 1995-1996
La finalul sezonului anterior au retrogradat direct Progresul Briceni și Bugeac Comrat, în locul acestora au promovat Locomotiva Basarabeasca și Ciuhur Ocnița, iar în urma playoffului au mai retogradat Torentul Chișinău și Nistru Cioburciu în locul acestora au promovat CSA Victoria Cahul și Attila Ungheni.
Înainte de startul celui de al șaselea sezon al primei competiții fotbalistice din Republica Moldova, FC Tighina a devenit FC Dinamo Bender, iar cluburile Sportul Studențesc Chișinău și Universul Trușeni au fuzionat, noua echipă se va numi FC Unisport-Auto Chișinău.

## Clasament final
| Locul | Clubul                    | M  | V  | E | î  | GM  | GP  | Pct | Note                        |
| ----- | ------------------------- | -- | -- | - | -- | --- | --- | --- | --------------------------- |
| 1     | Constructorul Chișinău    | 30 | 26 | 3 | 1  | 82  | 10  | 81  |                             |
| 2     | FC Zimbru Chișinău        | 30 | 22 | 4 | 4  | 112 | 21  | 70  |                             |
| 3     | CS Tiligul-Tiras Tiraspol | 30 | 20 | 8 | 2  | 73  | 12  | 68  |                             |
| 4     | FC Nistru Otaci           | 30 | 19 | 6 | 5  | 58  | 21  | 63  |                             |
| 5     | FC Olimpia Bălți          | 30 | 18 | 6 | 6  | 75  | 34  | 60  |                             |
| 6     | Speranța Nisporeni        | 30 | 11 | 9 | 10 | 34  | 36  | 42  |                             |
| 7     | FC Dinamo Bender          | 30 | 12 | 5 | 13 | 42  | 45  | 41  |                             |
| 8     | Locomotiva Basarabeasca   | 30 | 12 | 5 | 13 | 44  | 58  | 41  |                             |
| 9     | Unisport Chișinău         | 30 | 12 | 5 | 13 | 40  | 44  | 41  |                             |
| 10    | Codru Călărași            | 30 | 12 | 4 | 14 | 43  | 48  | 40  | Playoff                     |
| 11    | Agro Chișinău             | 30 | 11 | 3 | 16 | 53  | 47  | 36  | Playoff                     |
| 12    | CSA Victoria Cahul†       | 30 | 7  | 8 | 15 | 33  | 61  | 29  |                             |
| 13    | MHM 93 Chișinău           | 30 | 6  | 7 | 17 | 32  | 53  | 25  | Retrogradate în Divizia "A" |
| 14    | Ciuhur Ocnița             | 30 | 6  | 6 | 18 | 20  | 97  | 24  | Retrogradate în Divizia "A" |
| 15    | Spumante Cricova‡         | 30 | 3  | 4 | 23 | 21  | 44  | 13  | Retrogradate în Divizia "A" |
| 16    | Attila Ungheni            | 30 | 1  | 1 | 28 | 10  | 141 | 4   | Retrogradate în Divizia "A" |

- † - Victoria Cahul a fost scutită de retrogadare, datorită accidentului de autobuz petrecut înainte de etapa a noua când echipa se deplasa la Bălți, pentru un meci cu echipa din localitate.
- ‡ - Spumante Cricova a fost exclusă din campionat după a doua neprezentare din etapa a XXI. Echipa s-a desființat după finalul sezonului.

| Campionii Divizia Natională 1996-1997 |
| ------------------------------------- |
| Constructorul Chișinău Primul titlu   |

## Playoff promovare
| FC Agro-Goliador Chișinău | 5 - 2 | Răut Orhei |
| ------------------------- | ----- | ---------- |
|                           |       |            |

| Codru Călărași | 1 - 2 d.p. | Stimold-MIF Chișinău |
| -------------- | ---------- | -------------------- |
|                |            |                      |

FC Agro-Goliador Chișinău a rămas în prima divizie, iar Stimold-MIF a obținut promovarea în Divizia Națională.

## Golgheteri
| Poziția | Jucător          | Club                  | Goluri |
| ------- | ---------------- | --------------------- | ------ |
| 1       | Serghei Rogaciov | Constructorul/Olimpia | 35     |
| 2       | Iurie Miterev    | Zimbru Chișinău       | 34     |
| 3       | Ruslan Barburoș  | Agro Chișinău         | 14     |
| 3       | Victor Berco     | Olimpia               | 14     |